# Lalia La Grande
Lalia La Grande o Lalia La Gorda (originalmente en inglés, Lalia Clayhanger) es un personaje ficticio que pertenece al legendarium del escritor británico J. R. R. Tolkien. Era una Hobbit de la Comarca fue matriarca de los Tuk luego de la muerte de su esposo.

## Historia ficticia
Lalia nació el en año 2883 de la T. E. (año 1283 según el Cómputo de La Comarca), pertenecía a la familia de los Clayhanger. En el año 2914 T. E., se casó con Fortinbras II Tuk, hijo de Isumbras IV y nieto del Gerontius "el viejo" Tuk (por lo que pasa a ser llamada Lalia Tuk) con quién dos años más tarde, tuvo a su primer y único hijo, Ferumbras III. Ferumbras nunca se casó, al parecer porque nadie quería tener a Lalia como suegra y estar bajo sus órdenes. Lalia era por matrimonio, prima de Bilbo Bolsón y tía segunda de Frodo Bolsón, "El Portador de Anillo".
Cuando su marido múrio en el 2980 de la T. E., Lalia se convirtió en la "matriarca" de los Tuk, cargoque ocupó durante 22 años. 
Lalia era llamada "la Grande", y a veces, de forma menos amable, "La Gorda", por su enorme peso. Por problemas de inmovilidad, no pudo acudir a la Fiesta de Despedida de Bilbo Bolsón en el año 3001 de la T. E..
En sus últimos años, Lalia estaba acostumbraba a ser transportada en silla de ruedas hasta el jardín, donde tomaba aire, hasta que en la primavera del año 3002 de la T. E., por torpeza de su asistenta, la pesada silla de ruedas resbaló en el umbral, y Lalia perdió la vida al caer por las escaleras hasta el jardín.
Se dice que la asistenta de Lalia era Perla Tuk (hermana de Peregrin Tuk), aunque los Tuk trataron de mantener todo esto en secreto. No obstante, cuando se celebró el nuevo cargo de Ferumbras al poder al frente de los Tuk, no se invitó a Perla a la ceremonia y a la fiesta. Eso sí, se cuenta que a partir de entonces, Perla era vista con un precioso collar de perlas que había sido parte de la herencia de los Tuk.
Muchos han sospechado que la muerte de Lalia fue intencional y no un accidente, ya que era muy mangoneadora y en ocasiones grosera. Esto hubiera provocado que muchos le guardaran rencor, y verla muerta era una de las cosas que más desearían.
Otra versión de la historia es que Ferumbras, el hijo de Lalia, le encargó a Perla acabar con la vida de su madre para así poder ser el Thain, prometiéndole grandes riquezas.